# Canard Zhangcha
Le canard Zhangcha, canard fumé au thé, ou tout simplement canard fumé (chinois : 樟茶鸭 ; pinyin : zhāngchá yā ; litt. « canard au thé-camphre »), est un plat emblématique de la cuisine sichuanaise. Il consiste en un canard mariné puis fumé sur des feuilles de thé et des brindilles de camphre. En raison de la complexité de sa préparation, le canard Zhangcha est plutôt un plat festif.

## Préparation
Le canard est d'abord mariné pendant plusieurs heures dans un mélange contenant une combinaison de poivre du Sichuan entier ou concassé, de huangjiu ou baijiu (vin chinois fermenté ou distillé), de gingembre, d'ail et de sel. Ce mélange est également appliqué à l'intérieur de la cavité du canard. Pour plus d'intensité, la marinade est parfois agrémentée de choujiu, de poivre noir, de feuilles de thé, et de feuilles de camphre. Après la macération, le canard est rapidement blanchi dans de l'eau chaude afin de raffermir la peau, puis séché manuellement et à l'air libre. Cette étape permet de s'assurer que la peau du canard sera croustillante après cuisson. Un wok est ensuite préparé pour fumer le canard avec des feuilles de thé noir, des rameaux et les feuilles de camphre. Après un fumage de 10 à 15 minutes environ, le canard est cuit à la vapeur pendant 10 minutes avant d'être frit dans de l'huile végétale jusqu'à ce que sa peau soit croustillante.
Selon Xiong Sizhi, spécialiste de la cuisine du Sichuan, l'utilisation de feuilles et brindilles de camphrier par les cuisiniers modernes est une nouveauté qui vient d'une méprise sur le nom du plat, Zhangcha ne signifiant pas « camphre et thé » mais « thé de Zhangzhou ».
Le canard est consommé enveloppé dans des petits pains en forme de palourde appelés gua bao (割包).